# Liste der Census Divisions in Newfoundland and Labrador

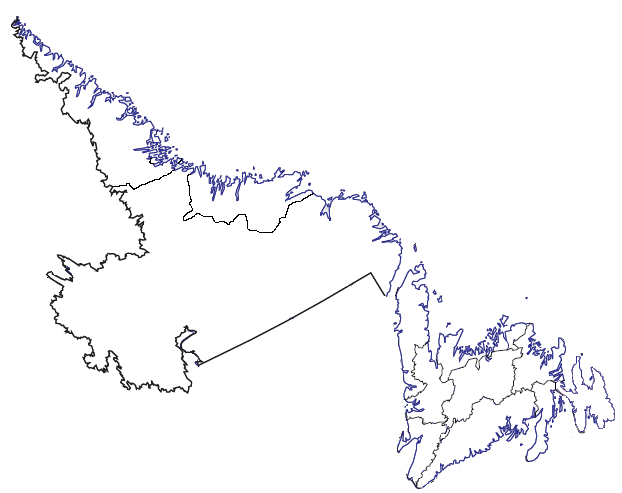
Überblick über die elf census divisions in Neufundland und Labrador.

Die kanadische Provinz Neufundland und Labrador ist durch Statistics Canada in 11 census divisions (Volkszählungseinheiten) eingeteilt und gehört innerhalb der Klassifikationsstruktur zur Region Atlantic. Sie sind von 1 bis 11 durchnummeriert und haben keine Eigennamen. Diese Gliederung dient nur statistischen Zwecken und hat keinen verwaltungstechnischen Charakter. Die Verwaltung erfolgt durch die verschiedenen Gemeinden („municipalities“).
- Division No. 1 (Code 1001)
- Division No. 2 (Code 1002)
- Division No. 3 (Code 1003)
- Division No. 4 (Code 1004)
- Division No. 5 (Code 1005)
- Division No. 6 (Code 1006)
- Division No. 7 (Code 1007)
- Division No. 8 (Code 1008)
- Division No. 9 (Code 1009)
- Division No. 10 (Code 1010)
- Division No. 11 (Code 1011)